# Roland Müller (Archivar)
Roland Müller (* am 6. Dezember 1955 in Donzdorf) ist ein deutscher Archivar und Historiker. Er war von 1996 bis 2021 Leiter des Stuttgarter Stadtarchivs.

## Leben
Roland Müller studierte Germanistik und Geschichte an der Universität Stuttgart. Bei Eberhard Jäckel wurde er promoviert. Thema seiner Promotionsarbeit war Stuttgart zur Zeit des Nationalsozialismus. Er gehört seit 1997 der Kommission für geschichtliche Landeskunde in Baden‐Württemberg an. Seit 1995 ist er Lehrbeauftragter am Historischen Institut der Universität Stuttgart, seit 2017 ist er dort Honorarprofessor.
1987 begann er als Referendar beim Generallandesarchiv Karlsruhe. Nach der zweiten Staatsprüfung arbeitete er beim Hauptstaatsarchiv Stuttgart und beim Staatsarchiv in Ludwigsburg. Von 1996 bis 2021 leitete er das Stadtarchiv Stuttgart. In seine Amtszeit fiel der Umzug in das neue Gebäude am Bellingweg in Bad Cannstatt. 2019 wurde das Digitale Stadtlexikon, das vom Stadtarchiv in Kooperation mit dem Stadtmessungsamt entwickelt wurde, für den Grimme-Online Award vorgeschlagen.
2003 bis 2021 war er Vorsitzender der Arbeitsgemeinschaft der Archive im Städtetag Baden‐Württemberg und Mitglied der Bundeskonferenz der Kommunalarchive beim Deutschen Städtetag.
Roland Müller war Mitglied der Initiative Gedenkstätte Killesberg, die 2014 die Otto-Hirsch-Auszeichnung erhielt.

## Veröffentlichungen
- Roland Müller (Hrsg.): Killesberg: Reichsgartenschau - Gartendenkmal - Gedenkort. Heidelberg/Basel/Stuttgart 2020, ISBN 978-3-95505-185-3.
- Prof. Dr. Walter Saleck: zweifacher Direktor des Städtischen Gesundheitsamtes Stuttgart. In: Wolfgang Proske (Hrsg.): Täter - Helfer - Trittbrettfahrer. Band 10, 2019, ISBN 978-3-945893-11-1, S. 398 – 411.
- "Die kleine Gewalt": Ortsgruppenleiter der NSDAP in Stuttgart. In: Robert Neisen, Heinrich Maulhardt und Konrad Krimm (Hrsg.): Kommunen im Nationalsozialismus: Verwaltung, Partei und Eliten in Südwestdeutschland. Ostfildern 2019, ISBN 978-3-7995-7843-1, S. 227 – 252.
- Der "Stuttgarter Tumult" vom 28. Oktober 1948 - Protest im Spannungsfeld von Währungsreform und Kaltem Krieg. In: Irene Pill (Hrsg.): Wege in ein neues Leben - die Nachkriegszeit. Heidelberg / Basel 2017, ISBN 978-3-89735-999-4, S. 121 – 148.
- Hans Gasparitsch (1918-2002) - vom Widerstand zur Erinnerungsarbeit. In: Angela Borgstedt, Sibylle Thelen und Reinhold Weber (Hrsg.): Mut bewiesen: Widerstandsbiographien aus dem Südwesten. Stuttgart 2017, ISBN 978-3-945414-37-8, S. 437 – 447.
- NS-Herrschaft und Stuttgarter Stadtgesellschaft 1933 bis 1945: ein Überblick. In: Peter Poguntke (Hrsg.): Stuttgarter Lebenswege im Nationalsozialismus: sieben Biographien. Konstanz 2015, ISBN 978-3-87800-066-2, S. 18 – 31, 166.
- Vom Zwangsarbeiter und Holocaust-Überlebenden zum „heimatlosen Ausländer“: „Displaced Persons“ im deutschen Südwesten. In: Mathias Beer (Hrsg.): Baden-Württemberg - eine Zuwanderungsgeschichte. Stuttgart 2014, ISBN 978-3-945414-00-2, S. 43 – 67.
- mit Jürgen Lotterer: Ein Leuchtturm in Bad Cannstatt: das neue Archiv der Landeshauptstadt Stuttgart. In: Bibliothek. Band 36, Nr. 3, 2013, S. 326 – 332.
- Die Neugestaltungspläne der "Stadt der Auslandsdeutschen" Stuttgart. In: Tilman Harlander (Hrsg.): NS-Architektur: Macht und Symbolpolitik. Berlin 2010, ISBN 978-3-643-10944-6, S. 153 – 167.
- Der lange Schatten des Unrechts – Zum Umgang mit Verfolgten und Opfern des NS-Regimes nach 1945. In: Edwin Ernst Weber (Hrsg.): Opfer des Unrechts. Stigmatisierung, Verfolgung und Vernichtung von Gegnern durch die NS-Gewaltherrschaft an Fallbeispielen aus Oberschwaben. Ostfildern 2009, ISBN 978-3-7995-1070-7, S. 291 – 306.
- Roland Müller (Hrsg.): Bauernkrieg und Revolution - Wilhelm Zimmermann: ein Radikaler aus Stuttgart; Symposium zum 200. Geburtstag. Stuttgart 2008, ISBN 978-3-89850-981-7.
- Das Sammellager im "Volkspark": die 3. Reichsgartenschau Stuttgart 1939 und die Deportation der württembergischen Juden 1941/1942. In: Hubertus Fischer (Hrsg.): Gärten und Parks im Leben der jüdischen Bevölkerung nach 1933 (Tagungsband). München 2008, ISBN 978-3-89975-144-4.
- Stuttgart, die "Stadt der Auslandsdeutschen": Anspruch und Wirklichkeit eines "NS-Ehrentitels". In: Fritz Mayrhofer (Hrsg.): Stadt und Nationalsozialismus. Linz 2008, ISBN 978-3-900387-61-7, S. 289 – 309.
- Der Einfluss des Werks Untertürkheim auf die Stadt Stuttgart im Spiegel der Quellen des Stadtarchivs. In: Harry Niemann (Hrsg.): 100 Jahre DaimlerChrysler, Werk Untertürkheim 1904 - 2004 : wo das Auto anfing - Mobilität und Industrialisierung im Neckarraum. Vaihingen 2005, ISBN 3-933486-66-1, S. 101 – 120.
- Aspekte der Verbandsgeschichte. In: Städtetag Baden-Württemberg (Hrsg.): Suchet der Stadt Bestes. Festschrift zum Jubiläum Fünfzig Jahre Städtetag Baden-Württemberg 1954-2004. Ostfildern 2004, S. 16 – 124.
- Krise, Diktatur, Krieg und die Folge in Zuffenhausen. In: Zuffenhausen. Dorf – Stadt – Stadtbezirk. Stuttgart 2004, S. 411 – 472.
- Der Staatsbeauftragte für das Flüchtlingswesen und die Anfänge der Flüchtlingsverwaltung in Württemberg-Baden. Politik und Verwaltung in der Nachkriegszeit. In: Zeitschrift für württembergische Landesgeschichte. Band 52, 1993, S. 353 – 399.
- Roland Müller (Hrsg.): Stuttgart im Blick : eine Ausstellung des Stadtarchivs Stuttgart im Forum der Landesbank Baden-Württemberg vom 17.09. - 17.11.2002. Stuttgart/Leipzig 2002, ISBN 978-3-89850-976-3.
- Roland Müller (Hrsg.): Die Evangelische Stadtpfarrkirche in Stuttgart-Gaisburg. Stuttgart / Leipzig 2001, ISBN 978-3-89850-967-1.
- Vom privaten Landesausschuss zur Staatlichen Volksbüchereistelle: Zur Organisation des Öffentlichen Büchereiwesens in Württemberg zwischen den Weltkriegen. In: Württembergisch Franken. Band 86, 1993, S. 609 – 631.
- Verwaltung zwischen Ausgrenzen und Ausmerzen. NS-Sozial-, Gesundheitspolitik und Zwangssterilisation in Stuttgart. In: Roland Müller (Hrsg.): Krankenmord im Nationalsozialismus - Grafeneck und die "Euthanasie" in Südwestdeutschland. Stuttgart / Leipzig 2001, ISBN 978-3-89850-971-8, S. 13 – 26.
- Die Baugeschichte der Stuttgarter Turnlehrerbildungsanstalt. In: Michael Krüger (Hrsg.): „Eine ausreichende Zahl turnkundiger Lehrer ist das wichtigste Erfordernis…“ Zur Geschichte des Schulsports in Baden und Württemberg. Schorndorf 1999, ISBN 3-7780-3126-0, S. 175 – 190.
- Standort und Funktion: zur Geschichte des Hauptstaatsarchivs und der Stuttgarter Kulturmeile im 19. Jahrhundert. In: Aus südwestdeutscher Geschichte. Festschrift für Hans-Martin Maurer, dem Archivar und Historiker zum 65. Geburtstag. Stuttgart 1994, S. 653 – 672.
- Renningen und Malmsheim zur Zeit der Weimarer Republik/Zwischen Weltwirtschaftskrise und Krieg/Vom Flugplatz zum Luftkrieg/Aus Krise und Krieg ins Wirtschaftswunder. In: Renningen und Malmsheim. Eine Stadt und ihre Geschichte. Stuttgart 1991, S. 231 – 332.
- Judenfeindschaft und Wohnungsnot: zur Geschichte der jüdischen Altersheime in Stuttgart. In: Der jüdische Frisör: auf Spurensuche: Juden in Stuttgart-Ost. Stuttgart 1992, ISBN 3-87407-152-9, S. 61 – 80.
- Lokalgeschichte und Herrschaftssystem - Stuttgart 1930 bis 1945: ein Überblick. In: Zeitschrift für württembergische Landesgeschichte. Band 49, 1990, S. 343 – 392.
- Württemberg zwischen Krise und Krieg: der zeitgeschichtliche Hintergrund. In: Dieter R. Bauer (Hrsg.): Gelegen oder ungelegen - Zeugnis für die Wahrheit: zur Vertreibung des Rottenburger Bischofs Joannes Baptista Sproll im Sommer 1938. Stuttgart 1989, ISBN 3-926297-15-8, S. 73 – 94.
- Stuttgart zur Zeit des Nationalsozialismus, Stuttgart 1988, ISBN 978-3-8062-0541-1